# Krzyżakowate
Krzyżakowate (Araneidae) – rodzina pająków z infrarzędu Araneomorphae i nadrodziny Araneoidea. Obejmuje ponad 3 tysiące opisanych gatunków, zgrupowanych w ponad 190 rodzajach.
Najstarszym znanym przedstawicielem Araneidae jest Mesozygiella dunlopi żyjący we wczesnej kredzie na obecnych terenach Hiszpanii.

## Morfologia i zachowanie
Pająki o rozmiarach od małych po bardzo duże, najczęściej jednak o ciele długości kilkunastu mm. Dymorfizm płciowy jest dobrze zaznaczony – samice są wyraźnie większe od samców. Prosoma samców jest gruszkowata. Karapaks ma zwykle niski nadustek. Występuje u nich ośmioro mniej więcej równych rozmiarów oczu. Oczy par bocznych leżą w dużej odległości od oczu par środkowych, zwykle na wzgórkach. Szczękoczułki mają w części nasadowej boczny guzek, określany jako condylus. U krzyżakowatych w ścisłym sensie jest on zawsze gładki, nie zaś rowkowany jak u prządkowatych. Szczękoczułki samic wyposażone są w ząbki i chilum. Odnóża są silne, zaopatrzone w kolce, zwieńczone trzema pazurkami. Czwarta para odnóży wyposażona jest w sustentaculum na szczycie stopy. Opistosoma (odwłok) zwykle jest pękata, zwłaszcza u samic. Płytka płciowa samicy zaopatrzona jest w trzonek (scapus) lub narząd mu homologiczny. Nogogłaszczki samca zwykle mają złożoną budowę; wyposażone są w zwartego kształtu golenie, stosunkowo kulistawe tegulum, co najmniej jeden skleryt tegularny oraz radix, niekiedy zlany z nasadową częścią embolusa. Charakterystyczną cechą szeroko rozumianych krzyżakowatych (Araneidae s.lato = Orbipurae) jest współdzielenie przez apofyzę medialną i embolus tej samej hematodochy.
Typowo pająki te budują nad powierzchnią ziemi pionowe, koliste (promieniste) sieci łowne. U licznych linii ewolucyjnych zachowanie to uległo jednak modyfikacji i można w tej grupie spotkać sieci trójwymiarowe, poziome, a nawet polowanie przy pomocy lassa lub z zasadzki.

## Rozprzestrzenienie
Rodzina kosmopolityczna. Jej przedstawiciele zamieszkują wszystkie strefy klimatyczne. W Polsce występuje 50 gatunków krzyżakowatych, głównie z rodzaju Araneus, Araniella i Larinioides (zobacz: krzyżakowate Polski).

## Taksonomia
Takson rangi rodzinowej od rodzaju Araneus utworzył jako pierwszy w 1757 roku Carl Alexander Clerck. Dawniej rodzina ta była znacznie szerzej definiowana. Eugène Simon w publikowanej w latach 90. XIX wieku Histoire naturelle des araignées używał synonimicznej krzyżakowatym rodziny Argiopidae, która zakresem bardziej przypominała współczesną nadrodzinę Araneoidea. Stopniowo wydzielono z krzyżakowatych m.in. rodziny Cyatholipidae, tkańcowatych, kwadratnikowatych, osnuwikowatych i klejnotnikowatych. W 2017 roku Dimitar Dimitrow i współpracownicy wydzieli z nich rodzinę Arkyidae. W 2013 roku Matjaž Kuntner i współpracownicy wprowadzili rodzinę Zygiellidae, a w 2019 skorygowali jej nazwę na Phonognathidae. W 2023 roku Kuntner i inni wprowadzili rodzinę Paraplectanoididae. Część autorów jako odrębną traktuje rodzinę prządkowatych i według stanu na 2023 rok klasyfikację taką przyjmuje World Spider Catalog.
Do rodziny tej zalicza się ponad 3 tysiące opisanych gatunków, zgrupowanych w ponad 190 rodzajach:

- Abba Castanheira & Framenau, 2023
- Acacesia Simon, 1895
- Acantharachne Tullgren, 1910
- Acanthepeira Marx, 1883
- Acroaspis Karsch, 1878
- Acrosomoides Simon, 1887
- Actinacantha Simon, 1864
- Actinosoma Holmberg, 1883
- Aculepeira Chamberlin & Ivie, 1942
- Acusilas Simon, 1895
- Aethriscus Pocock, 1902
- Aethrodiscus Strand, 1913
- Aetrocantha Karsch, 1879
- Afracantha Dahl, 1914
- Agalenatea Archer, 1951
- Alenatea Song & Zhu, 1999
- Allocyclosa Levi, 1999
- Alpaida O. Pickard-Cambridge, 1889
- Amazonepeira Levi, 1989
- †Anepeira Wunderlich, 2004
- Anepsion Strand, 1929
- Aoaraneus Tanikawa, Yamasaki & Petcharad, 2021
- Arachnura Vinson, 1863
- †Araneometa Wunderlich, 1988
- Araneus Clerck, 1757
- Araniella Chamberlin & Ivie, 1942
- Aranoethra Butler, 1873
- Argiope Audouin, 1826
- Artonis Simon, 1895
- Aspidolasius Simon, 1887
- Augusta O. Pickard-Cambridge, 1877
- Austracantha Dahl, 1914
- Backobourkia Framenau, Dupérré, Blackledge & Vink, 2010
- †Bararaneus Wunderlich, 2004
- Bertrana Keyserling, 1884
- Bijoaraneus Tanikawa, Yamasaki & Petcharad, 2021
- Caerostris Thorell, 1868
- Carepalxis L. Koch, 1872
- Celaenia Thorell, 1868
- Cercidia Thorell, 1869
- Chorizopes O. Pickard-Cambridge, 1871
- Chorizopesoides Mi & Wang, 2018
- †Chrysometata Wunderlich, 2004
- Cladomelea Simon, 1895
- Cnodalia Thorell, 1890
- Coelossia Simon, 1895
- Colaranea Court & Forster, 1988
- Colphepeira Archer, 1941
- Courtaraneus Framenau, Vink, McQuillan & Simpson, 2022
- Cryptaranea Court & Forster, 1988
- Cyclosa Menge, 1866
- †Cyclososoma Petrunkevitch, 1958
- Cyphalonotus Simon, 1895
- Cyrtarachne Thorell, 1868
- Cyrtobill Framenau & Scharff, 2009
- Cyrtophora Simon, 1864
- Deione Thorell, 1898
- Dolophones Walckenaer, 1837
- Dubiepeira Levi, 1991
- Edricus O. Pickard-Cambridge, 1890
- Enacrosoma Mello-Leitão, 1932
- Encyosaccus Simon, 1895
- †Eoaraneus Wunderlich, 2004
- †Eochorizopes Wunderlich, 2008
- †Eozygiella Wunderlich, 2004
- Epeiroides Keyserling, 1885
- Eriophora Simon, 1864
- Eriovixia Archer, 1951
- Eustacesia Caporiacco, 1954
- Eustala Simon, 1895
- †Eustaloides Petrunkevitch, 1942
- Exechocentrus Simon, 1889
- Faradja Grasshoff, 1970
- †Fossilaraneus Wunderlich, 1988
- Friula O. Pickard-Cambridge, 1897
- Galaporella Levi, 2009
- Gasteracantha Sundevall, 1833
- Gastroxya Benoit, 1962
- Gea C.L. Koch, 1843
- Gibbaranea Archer, 1951
- Glyptogona Simon, 1885
- Gnolus Simon, 1879
- Guizygiella Zhu, Kim & Song, 1997
- Heterognatha Nicolet, 1849
- Hingstepeira Levi, 1995
- Hortophora Framenau & Castanheira, 2021
- Hypognatha Guérin, 1839
- Hypsacantha Dahl, 1914
- Hypsosinga Ausserer, 1871
- Ideocaira Simon, 1903
- Isoxya Simon, 1885
- Kaira O. Pickard-Cambridge, 1889
- Kangaraneus Castanheira & Framenau, 2023
- Kapogea Levi, 1997
- Kilima Grasshoff, 1970
- Larinia Simon, 1874
- Lariniaria Grasshoff, 1970
- Larinioides Caporiacco, 1934
- Lariniophor Framenau, 2011
- Leviana Framenau & Kuntner, 2022
- Lewisepeira Levi, 1993
- Lipocrea Thorell, 1878
- Macracantha Simon, 1864
- Madacantha Emerit, 1970
- †Meditrina Petrunkevitch, 1942
- Mahembea Grasshoff, 1970
- Mangora O. Pickard-Cambridge, 1889
- Mangrovia Framenau & Castanheira, 2022
- Manogea Levi, 1997
- Mastophora Holmberg, 1876
- Mecynogea Simon, 1903
- Megaraneus Lawrence, 1968
- Melychiopharis Simon, 1895
- Metazygia F.O. Pickard-Cambridge, 1904
- Metepeira F.O. Pickard-Cambridge, 1903
- Micrathena Sundevall, 1833
- Micrepeira Schenkel, 1953
- Micropoltys Kulczyński, 1911
- Milonia Thorell, 1890
- †Miraraneus Wunderlich, 2004
- †Mirometa Petrunkevitch 1963
- Molinaranea Mello-Leitão, 1940
- Nemoscolus Simon, 1895
- Nemosinga Caporiacco, 1947
- Nemospiza Simon, 1903
- Neogea Levi, 1983
- Neoscona Simon, 1864
- Nicolepeira Levi, 2001
- Novakiella Court & Forster, 1993
- Novaranea Court & Forster, 1988
- Nuctenea Simon, 1864
- Oarces Simon, 1879
- Ocrepeira Marx, 1883
- Ordgarius Keyserling, 1886
- Paralarinia Grasshoff, 1970
- Paraplectana Brito Capello, 1867
- Pararaneus Caporiacco, 1940
- Paraverrucosa Mello-Leitão, 1939
- Parawixia F.O. Pickard-Cambridge, 1904
- Parmatergus Emerit, 1994
- Pasilobus Simon, 1895
- Perilla Thorell, 1895
- Pherenice Thorell, 1899
- Pitharatus Simon, 1895
- Plebs Joseph & Framenau, 2012
- Poecilarcys Simon, 1895
- Poecilopachys Simon, 1895
- Poltys C.L. Koch, 1843
- Popperaneus Cabra-García & Hormiga, 2020
- Porcataraneus Mi & Peng, 2011
- Pozonia Schenkel, 1953
- Prasonica Simon, 1895
- Prasonicella Grasshoff, 1971
- Pronoides Schenkel, 1936
- Pronous Keyserling, 1881
- Pseudartonis Simon, 1903
- Pseudopsyllo Strand, 1916
- Psyllo Thorell, 1899
- †Pulchellaranea Poinar, 2015
- Pycnacantha Blackwall, 1865
- †Pycnosinga Wunderlich, 1988
- Quokkaraneus Castanheira & Framenau, 2022
- Rubrepeira Levi, 1992
- Salsa Framenau & Castanheira, 2022
- Scoloderus Simon, 1887
- Sedasta Simon, 1894
- Singa C.L. Koch, 1836
- Singafrotypa Benoit, 1962
- Siwa Grasshoff, 1970
- Socca Framenau, Castanheira & Vink, 2022
- Spilasma Simon, 1897
- Spinepeira Levi, 1995
- Spintharidius Simon, 1893
- Taczanowskia Keyserling, 1879
- Talthybia Thorell, 1898
- Tatepeira Levi, 1995
- Telaprocera Harmer & Framenau, 2008
- Testudinaria Taczanowski, 1879
- †Testudinaroides Dunlop et Jekel, 2008
- †Tethneus Scudder, 1885
- Thelacantha van Hasselt, 1882
- Thorellina Berg, 1899
- Togacantha Dahl, 1914
- Umbonata Grasshoff, 1971
- Ursa Simon, 1895
- Venomius Rossi, Castanheira, Baptista & Framenau, 2023
- Verrucosa McCook, 1888
- Wagneriana F.O. Pickard-Cambridge, 1904
- Witica O. Pickard-Cambridge, 1895
- Wixia O. Pickard-Cambridge, 1882
- Xylethrus Simon, 1895
- Yaginumia Archer, 1960
- Zealaranea Court & Forster, 1988
- Zilla C.L. Koch, 1834